# Gandra (Valença)
Gandra é uma povoação portuguesa do Município de Valença que foi sede da extinta Freguesia de Gandra, freguesia que tinha 10,64 km² de área e 1 318 habitantes (2011), e, por isso, uma densidade populacional de 123,9 hab/km².
A Freguesia de Gandra foi extinta em 2013, no âmbito de uma reforma administrativa nacional, tendo sido agregada à Freguesia de Taião para formar uma nova freguesia denominada União das Freguesias de Gandra e Taião.

## População
| População da freguesia de Gandra | População da freguesia de Gandra | População da freguesia de Gandra | População da freguesia de Gandra | População da freguesia de Gandra | População da freguesia de Gandra | População da freguesia de Gandra | População da freguesia de Gandra | População da freguesia de Gandra | População da freguesia de Gandra | População da freguesia de Gandra | População da freguesia de Gandra | População da freguesia de Gandra | População da freguesia de Gandra | População da freguesia de Gandra |
| -------------------------------- | -------------------------------- | -------------------------------- | -------------------------------- | -------------------------------- | -------------------------------- | -------------------------------- | -------------------------------- | -------------------------------- | -------------------------------- | -------------------------------- | -------------------------------- | -------------------------------- | -------------------------------- | -------------------------------- |
| 1864                             | 1878                             | 1890                             | 1900                             | 1911                             | 1920                             | 1930                             | 1940                             | 1950                             | 1960                             | 1970                             | 1981                             | 1991                             | 2001                             | 2011                             |
| 1 061                            | 1 030                            | 927                              | 1 020                            | 1 003                            | 1 004                            | 1 014                            | 1 167                            | 1 198                            | 1 046                            | 931                              | 1 150                            | 1 275                            | 1 243                            | 1 318                            |

| Distribuição da População por Grupos Etários | Distribuição da População por Grupos Etários | Distribuição da População por Grupos Etários | Distribuição da População por Grupos Etários | Distribuição da População por Grupos Etários | Distribuição da População por Grupos Etários | Distribuição da População por Grupos Etários | Distribuição da População por Grupos Etários | Distribuição da População por Grupos Etários | Distribuição da População por Grupos Etários |
| -------------------------------------------- | -------------------------------------------- | -------------------------------------------- | -------------------------------------------- | -------------------------------------------- | -------------------------------------------- | -------------------------------------------- | -------------------------------------------- | -------------------------------------------- | -------------------------------------------- |
| Ano                                          | 0-14 Anos                                    | 15-24 Anos                                   | 25-64 Anos                                   | > 65 Anos                                    |                                              | 0-14 Anos                                    | 15-24 Anos                                   | 25-64 Anos                                   | > 65 Anos                                    |
| 2001                                         | 191                                          | 161                                          | 665                                          | 226                                          |                                              | 15,4%                                        | 13,0%                                        | 53,5%                                        | 18,2%                                        |
| 2011                                         | 188                                          | 135                                          | 730                                          | 265                                          |                                              | 14,3%                                        | 10,2%                                        | 55,4%                                        | 20,1%                                        |